# Вакуумная арматура
Вакуумная арматура — трубопроводная арматура, обеспечивающая выполнение своих функций при рабочих абсолютных давлениях менее 0,1 МПа (1,0 кгс/см²). К ней относятся вспомогательные, обычно типовые устройства вакуумных систем, в том числе:
- вентили запорные и регулирующие;
- затворы — для перекрытия проходов с большим поперечным сечением;
- натекатели клапанного и игольчатого типов — для точного дозирования весьма малых количеств газа, или трубчатого типа, открывающие проток газа при нагревании капиллярной трубки;
- вводы электроэнергии, охлаждающей воды или жидких газов;
- окна смотровые — для наблюдения за процессами в вакууме, для вывода различных видов излучения;
- некоторые виды устройств для передачи в вакуумные объёмы механического движения;
- механические вакуумметры (другие типы вакуумметров составляют самостоятельную область техники).

От вакуумной арматуры требуется весьма высокая герметичность всех её деталей и соединений и очень малое отделение газа с её стенок и уплотнителей. Соединения арматуры низкого вакуума уплотняют прокладками из вакуумной резины, подвижные штоки — сальниковыми устройствами специальной конструкции. В системах высокого и сверхвысокого вакуума для подвижных штоков обычно применяются сильфоны; прокладки для арматуры сверхвысокого вакуума делают из специальных сортов термостойкой резины, некоторых видов пластмасс, пластичных металлов.
Привод вакуумных клапанов и затворов может быть ручным (обозначения соответственно КСВР, ЗСВР), электропневматическим (КСВП, ЗСВП), электромагнитным (КСВМ).

## Проводимость вакуумной арматуры
Теоретическая (в молекулярном режиме) проводимость U, л/с, для воздуха (M = 28,8, T = 300 K) составляет:
- для вакуумных клапанов условным проходом d см, установочным размером по ГОСТ 25197 e см
{\displaystyle U={12,2d^{3} \over 2e+0,7d}}
(0,7 — поправочный коэффициент),
- для вакуумных затворов условным проходом d см, строительной длиной H см
{\displaystyle U=12,2{d^{3} \over H}}.

Течения газа в вязкостном и молекулярно-вязкостном режиме могут быть рассчитаны, исходя из теории подобия; для подобных геометрически систем проводимость зависит от площади сечения, соотношения эффективных длины и диаметра, показателя адиабаты газа, числа Kn, и в меньшей степени от чисел Re и M.